# I Got a Right!
«I Got a Right!» — песня прото-панковой группы The Stooges. «I Got a Right!» стала одной из песен, которые не вошли в третий альбом группы «Raw Power»; вместе с другим ауттейком, «Gimme Some Skin», композиция вышла синглом уже после развала группы, в 1977 году, а также была включена на вышедший в том же году EP «I'm Sick of You!». Концертная версия песни в исполнении самого Игги Попа содержится на концертном альбоме 1977 года «TV Eye Live 1977». Несмотря на то, что песня не попала ни на один альбом Stooges, она была включена в сборник лучших песен Игги Попа «A Million in Prizes: The Anthology».
«I Got a Right!» — одна из самых тяжёлых и панк-роковых вещей группы вообще; она в значительной степени предвосхитила появление таких жанров, как хардкор и Oi!. Начинаясь с нескольких тяжёлых «ударов» по всем инструментам, песня в целом звучит крайне агрессивно, в середине песни есть хаотичное гитарное соло; барабанная партия «I Got a Right!» напоминает типичный хардкор 80-х годов, как и тематика, и общее настроение композиции.
Кавер-версии на «I Got a Right!» записали The Adolescents (для альбома «Brats in Battalions»), Agitated, The Hellacopters. Poison Idea записали версию песни для своего EP 1984 года Record Collectors Are Pretentious Assholes; для трибьюта We Will Fall: The Iggy Pop Tribute песню записали инди-рокеры Nada Surf и хоррор-панкеры Misfits.

## Список композиций
1. «I Got a Right!» — 3:22
2. «Gimme Some Skin» — 2:44